# Bulonga fulvocapitata
Bulonga fulvocapitata là một loài bướm đêm trong họ Geometridae.